# Wolfhere von Hildesheim
Wolfhere von Hildesheim war Domherr in Hildesheim und Biograph im 11. Jahrhundert.

## Leben
Wolfhere stammte vermutlich aus Sachsen. Auf Veranlassung Godehards von Hildesheim wurde er in der Klosterschule der Abtei Hersfeld ausgebildet, zeitgleich mit Godehards Neffen, Ratmund von Niederaltaich. Anschließend ging er zuerst ans Kloster Niederaltaich. Später wurde er Kanoniker am Hildesheimer Dom und Vertrauter von Bischof Godehard. Er verfasste um die Mitte des 11. Jahrhunderts zwei Lebensbeschreibungen des Bischofs, die erste davon auf Bitten des Abtes Ratmund, von 1028 bis 1049 Abt in Niederaltaich, eines Schulfreundes aus der Hersfelder Zeit. Seine Vita Godehardi prior und Vita Godehardi posterior stellen chronologisch, aber auch textgeschichtlich gesehen, eine Fortsetzung von Thangmars Vita Bernwardi dar.

## Werke
- Vita Godehardi prior. In: Georg Heinrich Pertz u. a. (Hrsg.): Scriptores (in Folio) 11: Historiae aevi Salici. Hannover 1854, S. 167–196 (Monumenta Germaniae Historica, Digitalisat).
- Vita Godehardi posterior. In: Georg Heinrich Pertz u. a. (Hrsg.): Scriptores (in Folio) 11: Historiae aevi Salici. Hannover 1854, S. 196–218 (Monumenta Germaniae Historica, Digitalisat).
- Die Vita Godehardi des Wolfhere von Hildesheim. Mit deutscher Übersetzung herausgegeben von Jörg Bölling und Hans-Werner Goetz (= Ausgewählte Quellen zur Geschichte des Mittelalters. Band 55). Darmstadt 2023.